# Bungaree
 (janvier 2025).
Si vous disposez d'ouvrages ou d'articles de référence ou si vous connaissez des sites web de qualité traitant du thème abordé ici, merci de compléter l'article en donnant les références utiles à sa vérifiabilité et en les liant à la section « Notes et références ».
Pour les articles homonymes, voir Bungaree (Australie).
Bungaree (naissance vers 1775, décédé le 24 novembre 1830) était un Aborigène australien de la région de Broken Bay, qui est connu comme explorateur, artiste et diplomate. Il était devenu de son vivant un spectacle familier dans les territoires coloniaux de Sydney, vêtu d'une série d'uniformes militaires marins qu'on lui avait donné. Ses tenues originales, sa notoriété dans la société coloniale, ainsi que ses dons humoristiques et de mimique, surtout pour imiter les gouverneurs coloniaux, ont fait de lui un sujet populaire pour les portraitistes. 
Bungaree fit des débuts remarqués en 1798, quand il accompagna Matthew Flinders dans une enquête côtière comme interprète, guide et négociateur avec les groupes autochtones locaux. 
Il a ensuite accompagné Flinders dans son tour complet de l'Australie entre 1801 et 1803. Flinders fut le cartographe de la première carte complète d'Australie, comblant les lacunes des précédentes expéditions cartographiques et fut le défenseur le plus important du nom d'Australie pour le nouveau "continent". Flinders a noté que Bungaree était "un homme digne et courageux" qui, plus d'une fois, a sauvé l'expédition. (A Voyage to Terra Australis, Matthew Flinders, 1814) 
Bungaree poursuivit ses voyages d'exploration en accompagnant Philip Parker King vers le nord-ouest de l'Australie en 1817. 
En 1815, le gouverneur Lachlan Macquarie "couronna" Bungaree "chef de la tribu de Bay Broken" et lui offrit 15 acres (61 000 m²) de terres à George's Head. Il était aussi connu sous les titres de "Roi de Port Jackson" et "roi des Noirs". Bungaree passa le reste de sa vie à accueillir les nouveaux arrivants dans la colonie, à enseigner le lancer de boomerang et à faire la mendicité. Il est mort à Garden Island le 24 novembre 1830 et fut enterré à Rose Bay.